# آهوسنگی
آهوسنگی (نام علمی: Raphicerus campestris) نام یک گونه از سرده سوزنی‌شاخ‌ها است.

## نگارخانه

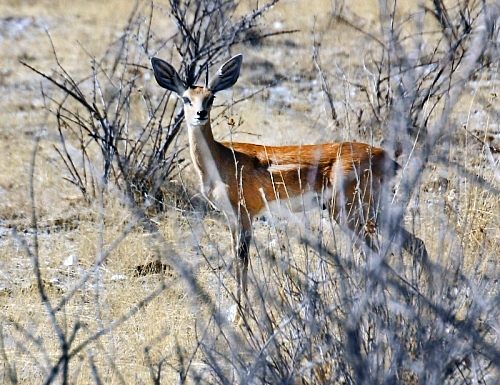
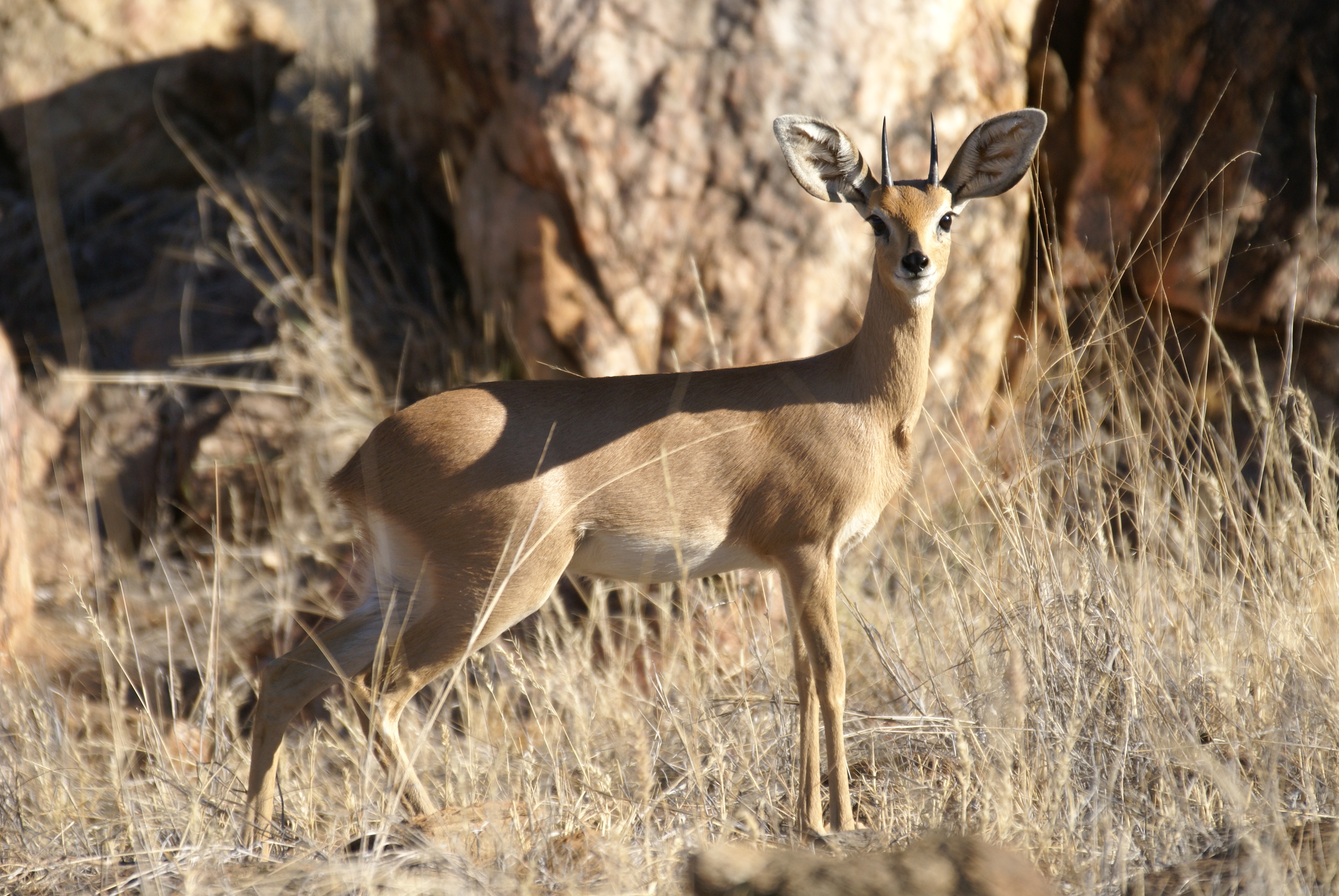
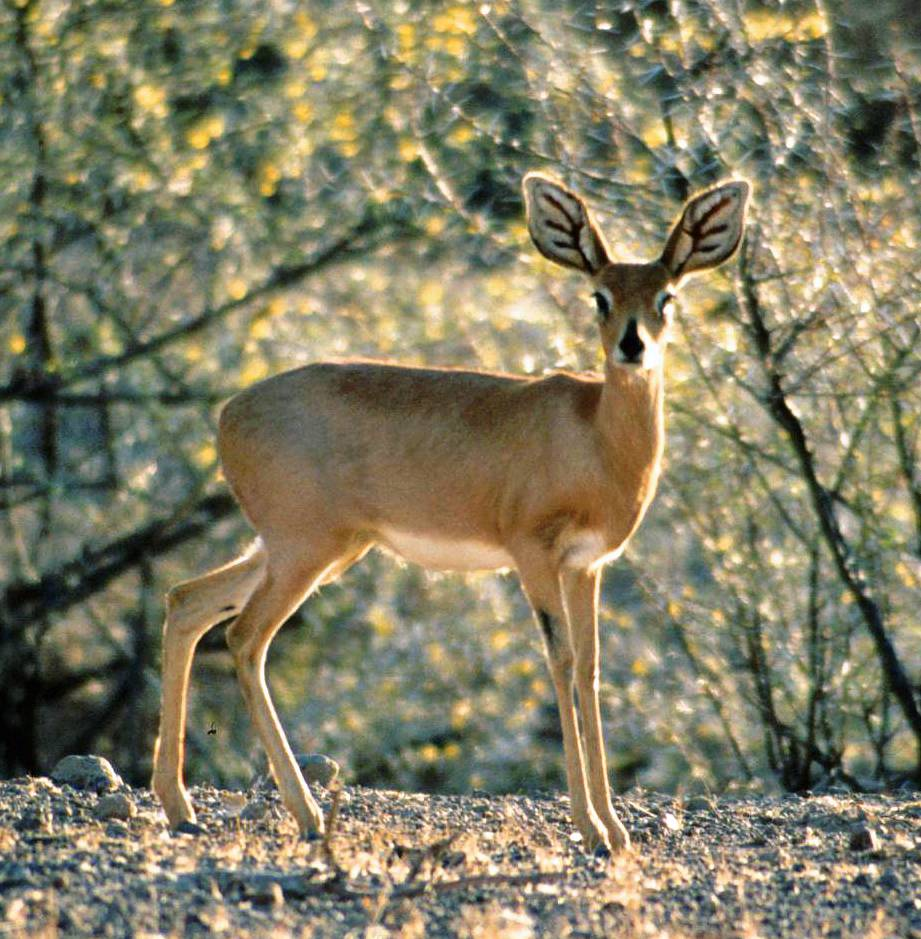
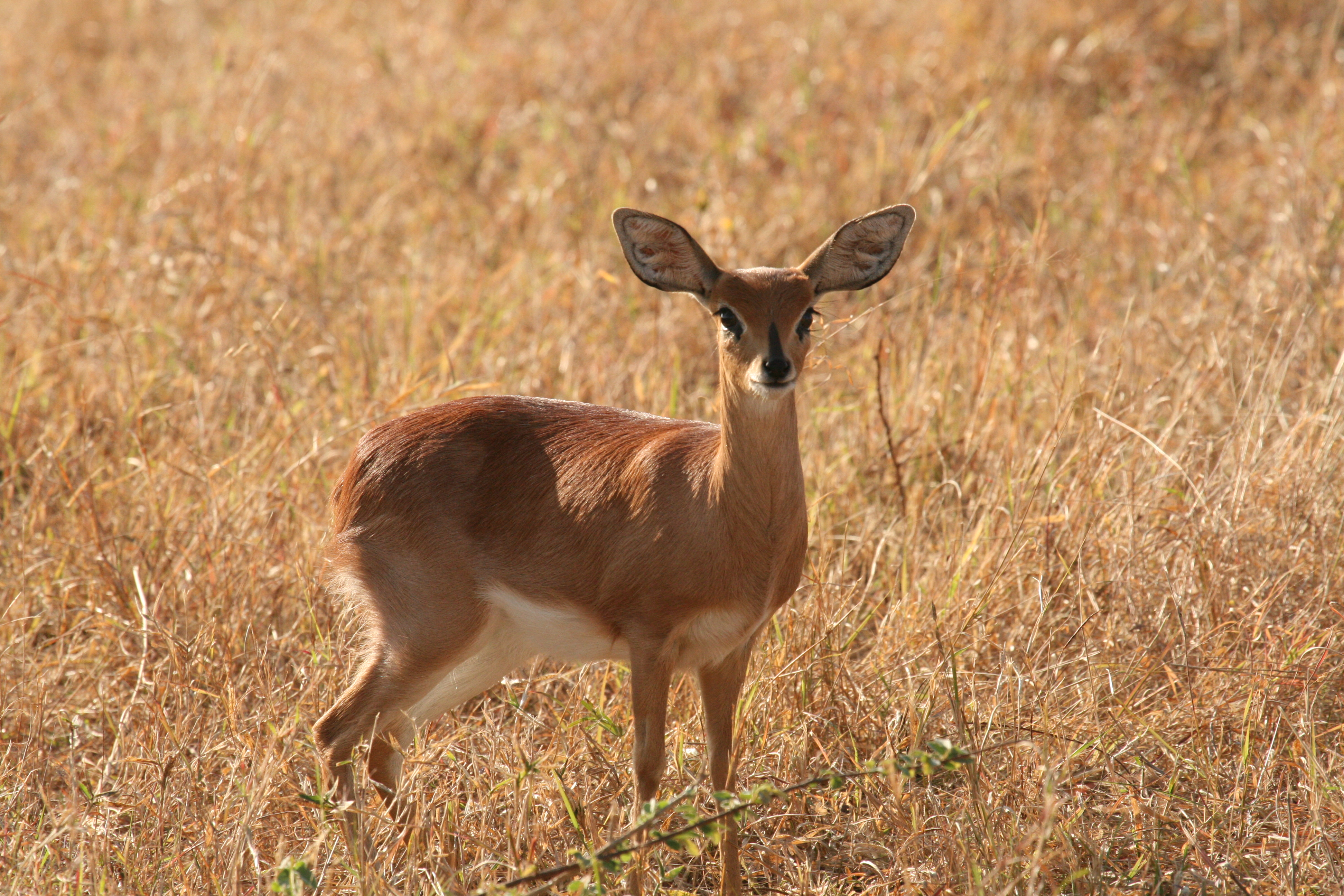